# Sabueso italiano
El Sabueso Italiano es una raza italiana de perro sabueso de la familia. Se presenta en dos variedades de pelo corto y de pelo duro. Se piensa que es una raza antigua, descendió en épocas prerromanas de sabuesos progenitoras en el antiguo Egipto.
El sabueso es un perro cuadrado, cuya longitud debe ser igual a su altura a la cruz. Es de color leonado o negro y fuego. Los perros son 45-52 cm de altura a la cruz y alrededor de 20-23 kg de peso. Su determinación de realizar un seguimiento de un olor es similar a la de un sabueso, pero a diferencia del sabueso del sabueso también está interesado en la captura y muerte de su víctima. En 2009 ENCI (el Kennel Club Italiano) registró 4.500 ejemplares de la variedad de pelo corto y 1.740 muestras de pelo de alambre, [1] haciendo de éste uno de los diez mejores razas de Italia. Su popularidad en Italia se debe a su excelente rendimiento como un cazador de juego. Aunque los italianos también utilizan otras razas sabueso, tales como Ariegeois, Petit Gascon Santongeois, Porcelana, Posavatz and Hounds de Istria, el Italiano sabueso se ha mantenido la elección de la mayoría de los cazadores italianos, debido a sus capacidades excepcionales. Los cazadores que cazan liebres solas o en pequeños grupos, encontramos que este perro es ideal. El Sabueso Italiano también pueden cazar animales grandes, como el jabalí (aunque no se considera un especialista en esta cantera), las ovejas o cabras salvajes o ungulados de la familia de los ciervos. El Sabueso Italiano trabaja solo o en grupos, dependiendo de la cantera. Este perro es ante todo un perro de trabajo, y rara vez se mantiene, ya que sólo una mascota.

## Cuidados
De carácter obstinado y tozudo, debe ser adiestrado desde muy pequeño para quitarle las malas costumbres. Es muy independiente y por eso su educación ha de ser constante, bañar muy bien al perro y llevar a pasear muy seguido

## Utilidad
Robusto e infatigable, tiene las cualidades esenciales para ser un buen cazador que caza en todos los terrenos. Especialista en la caza del jabalí, del zorro, la liebre y del conejo salvaje, es un notable ojeador que siempre está al acecho. Caza solo o en jauría y su tamaño le facilita la caza desde el alba hasta la puesta del sol.